# 마막 (앙카라)

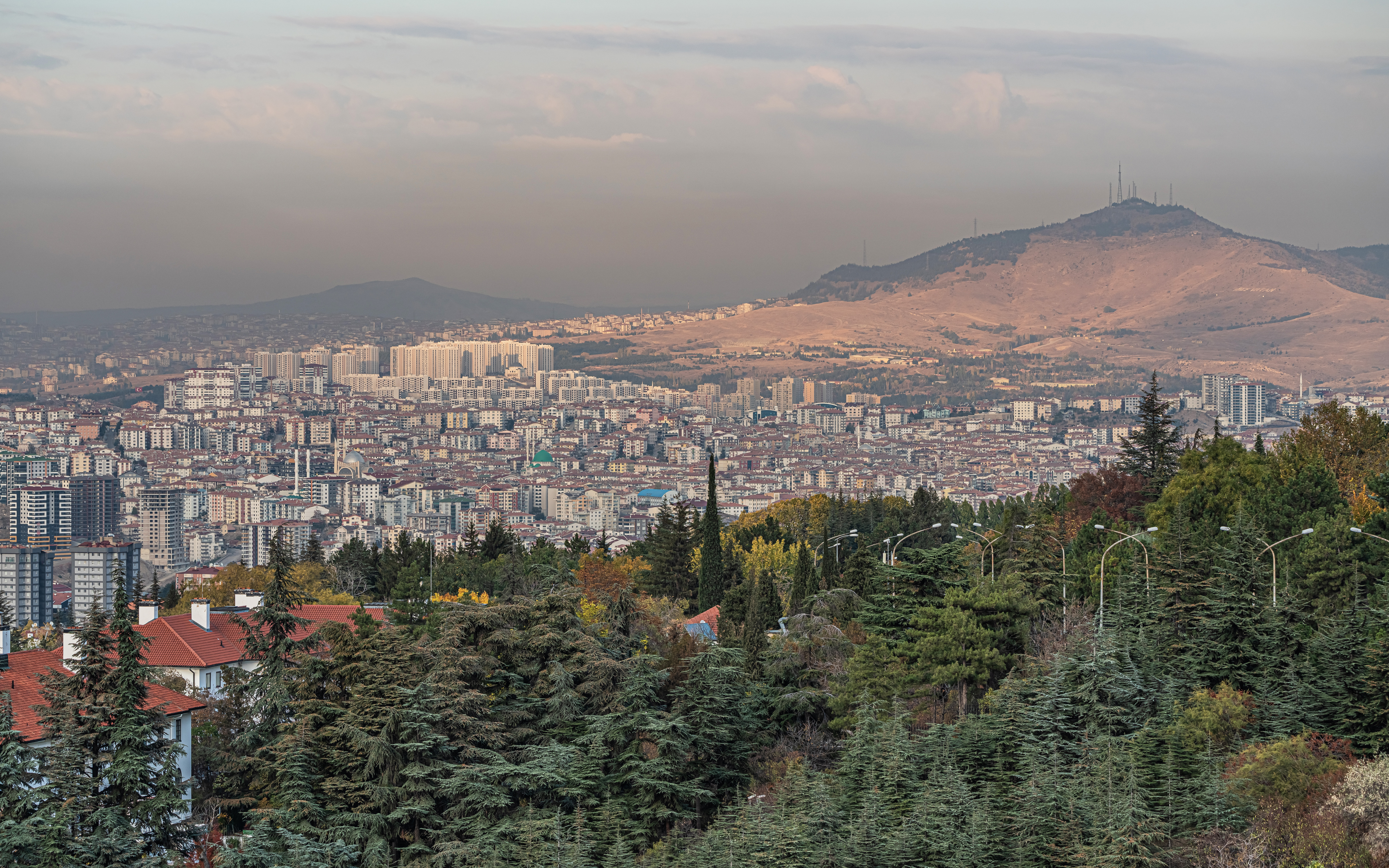

마막(튀르키예어: Mamak)은 터키 앙카라 주 앙카라 광역시의 자치구 중 하나로 중앙 아나톨리아 지역에 위치한다. 2010년 인구조사에 따르면 인구는 549,585명이고 면적은 478 km2, 평균해발고도는 899m다. 군 교도소, 군전기관리센터 등이 위치해있고, 앙카라에서 가장 큰 쓰레기 매립지도 여기에 있다.

## 인구
| 연도 | 인구    | ±% p.a. |
| ---- | ------- | ------- |
| 2007 | 503,663 | —       |
| 2008 | 520,446 | +3.33%  |
| 2009 | 532,873 | +2.39%  |
| 2010 | 549,585 | +3.14%  |
| 2011 | 558,223 | +1.57%  |
| 2012 | 559,597 | +0.25%  |
| 2013 | 568,396 | +1.57%  |
| 2014 | 587,565 | +3.37%  |
| 2015 | 607,878 | +3.46%  |
| 2016 | 625,083 | +2.83%  |